# Lumen (anatomia)

Cross section of the gut. The lumen is the space in the middle.

En biologia, un lumen (del llatí lumen, que vol dir 'obertura'; plural lumina) és un terme general emprat per descriure l'espai interior d'una estructura tubular, com una artèria o un reticle endoplasmàtic llis. Per extensió, el terme lumen s'utilitza per descriure l'espai interior d'un component o estructura cel·lular. Alguns exemples són:
- L'interior d'un vas sanguini, com l'espai central d'una arteria o vena a través de la qual passa la sang.
- L'interior del tracte gastrointestinal[2]
- Les vies dels bronquis als pulmons
- L'interior dels túbuls renals i dels conductes urinaris
- Les vies de l'aparell sexual femení, començant per una única via a la vagina, que es divideixen en dues lluminàries a l'úter, les quals continuen a través de les trompes de Fal·lopi
- Dins d'una cèl·lula, l'espai membrana interior d'un tilacoide, del reticle endoplasmàtic, de l'aparell de Golgi, dels lisosomes, dels mitocondris o dels microtúbuls.

## Procediments transluminals
Els procediments transluminals són procediments que tenen lloc a través del lumen, com són:
- Cirurgia endoscòpica transluminal a través d'orificis naturals en el lumen de l'estómac, la vagina, la bufeta urinària o el còlon
- Angioplàstia en el lumen de vasos sanguinis